# AS Real Bamako
Association Sportive du Réal de Bamako – malijski klub piłkarski grający w Malien Première Division, mający siedzibę w mieście Bamako.

## Sukcesy
- Puchar Mistrzów:

finalista: 1966
- Malien Première Division (6[1]):

1969, 1980, 1981, 1983, 1986, 1991
- Puchar Mali (10[2]):

1962, 1964, 1966, 1967, 1968, 1969, 1980, 1989, 1991, 2010

## Występy w afrykańskich pucharach
Stan na marzec 2016.
- Puchar Mistrzów (7 występów):

1966 – finalista
1970 – II runda
1981 – I runda
1982 – ćwierćfinał
1984 – I runda
1987 – I runda
1992 – I runda
- Puchar Konfederacji (2 występy):

2011 – runda wstępna
2012 – II runda
- Puchar Zdobywców Pucharów (2 występy):

1990 – I runda
1997 – I runda

## Stadion
Domowe mecze klub rozgrywa na stadionie o nazwie Stade Modibo Keïta w Bamako, który może pomieścić 25 000 widzów.

## Reprezentanci kraju grający w klubie od 1994 roku
Stan na marzec 2016.
| - Demba Barry - Yves Bissouma - Mohamed Camara - Moctar Cissé - Soumaila Coulibaly - Souleymane Coulibaly - Amadou Pathé Diallo - Boubacar Diarra - Lassana Diarra - Daouda Diakité - Soungalo Diakité - Aboubacar Doumbia - Moussa Doumbia - Jean-Paul Hinako | - Amara Kallé - Amara Konaté - Moussa Koné - Amara Mallé - Kouame N'Guessan - Ibourahima Sidibé - Mahamadou Sidibè - Oumar Sidibé - Aboubacar Tambadou - Abdoul Touré - Idrissa Traoré - Kalilou Traoré - Lamine Traoré |